# Tampacan (Cotabato del Sur)
Tampacan (en hiligueino: Tampakan) es un municipio filipino de segunda categoría, situado al sur de la isla de Mindanao. Forma parte de la provincia de Cotabato del Sur. Para las elecciones está encuadrado en el Primer Distrito Electoral de esta provincia.

## Barrios
El municipio de Tampacan se divide, a los efectos administrativos, en 14 barangayes o barrios, conforme a la siguiente relación:
| - Santa Cruz - Población - San Isidro | - Maltana - Kipalbig - Buto | - Lambayong - Libertad - Lampitak | - Palo - Danlag - Pula Bato | - Albagan - Tablu |  |

## Historia

### Influencia española

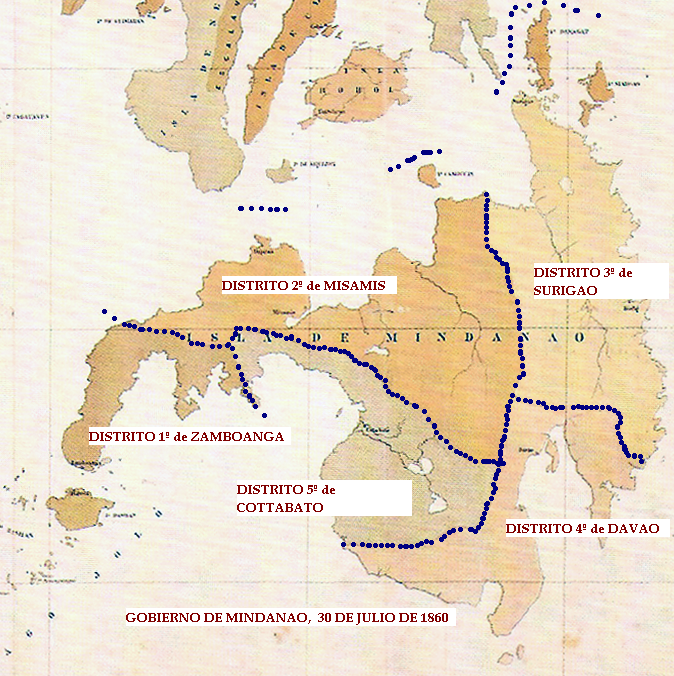
Gobierno de Mindanao: Los 5 Distritos creados por Real Decreto de 30 de julio de 1860.

El Distrito 4º de Dávao, llamado antes Nueva Guipúzcoa, cuya capital era el pueblo de Dávao e incluía la  Comandancia de Mati,   formaba  parte del Imperio español en Asia y Oceanía (1520-1898).

### Independencia
El 18 de julio de 1966 el presidente Ferdinand E. Marcos suscribe la ley Republic Act No. 4849 por la que los municipios de Norala, Surala, Banga, Tantangán, Koronadal, Tupi, Polomolok, Kiamba, Maitum, Maasim, Tampacan y Glan, así como la ciudad del Rajah Buayan, hoy General Santos, quedan segregadas de la provincia de Cotabato para formar una nueva denominada provincia de Cotabato del Sur siendo su capital el municipio de  Koronadal. La actual provincia de Cotabato menos el territorio que comprende los municipios antes mencionados continuará a ser conocido como Cotabato.
El 21 de junio de  1969 los barrios de Tampacan, Maltana, Kipaldig y Libertad, así como los sitios of Boto, Lambayong, Kolondatal, Tablo, Libertad II y Miasong, hasta entonces pertenecientes al municipio de Tupi, pasan a formar el nuevo municipio de Tampacan cuyo ayuntamiento se sitúa en el barrio del mismo nombre.